# Baek Ye-rin
Baek Ye-rin (Daejeon, 26 giugno 1997) è una cantautrice e attrice sudcoreana.
Dal 2012 al 2015 ha fatto parte del duo musicale 15& insieme a Park Ji-min. Ha debuttato come artista solista con il suo primo album intitolato Frank pubblicato il 30 novembre 2015 e che è arrivato al secondo posto nella classifica musicale coreana. nel 2019 ha pubblicato due singoli che sono finiti in prima posizione della classifica coreana, Maybe It's Not Our Fault e Square (2017).

## Discografia

### Album in studio
- 2020 – tellusaboutyourself
- 2019 – Every letter I sent you

### EP
- 2015 – Frank
- 2019 – Our Love Is Great

### Singoli
- 2015 – Across the Universe
- 2016 – Bye Bye My Blue
- 2016 – Love You on Christmas
- 2019 – Maybe It's Not Our Fault
- 2019 – Suddenly
- 2019 – Popo (How Deep Is Our Love?)
- 2019 – 0310
- 2019 – Square (2017)

## Filmografia

### Televisione
- Chicago tajagi – serial TV (2017)

## Riconoscimenti
- Korean Music Award
  - 2020 – Album of the Year (Daesang), Best Pop Record e Best Pop Song[2]
  - 2021 – Best Pop Album[3]